# ЮгСтройИмпериал
ООО «ЮгСтройИмпериал» — российская девелоперская компания. Включена в перечень системообразующих предприятий Российской Федерации Специализируется на строительстве жилых многоэтажных комплексов Краснодарского края. В портфеле компании — проекты суммарной площадью более 1,5 млн м². Головной офис находится в г. Краснодар.

## История
В 2018 году было подписано соглашение о покупке компанией ЮгСтройИмпериал 70 % выставленных на продажу объектов жилищного строительств от компании AVA GROUP.
В 2020 году ПАО Сбербанк и СК «ЮгСтройИмпериал» подписали первое в Краснодарском крае соглашение о реализации пилотного проекта «Комплексное предложение для застройщиков и покупателей квартир». Банк начнёт выдавать ипотеку по ставке от 1 % годовых на покупку квартир в тех строящихся ЖК, которые он обеспечивает проектным финансированием.

## Общая информация
В 2020 году компания вошла в список системообразующих предприятий РФ.
Портфель компании содержит объекты в Краснодаре, Новороссийске, Туапсе, Армавире, Тихорецке, станице Динской.
По состоянию на 2021 год самый крупный проект — микрорайон Родные Просторы в посёлке Знаменском (г. Краснодар).
Среди проектов «ЮгСтройИмпериал» также значатся: государственная поликлиника, Школа Борьбы и Бокса «Империал», спортивная площадка площадью 588 м² в парке «Солнечный остров» в г. Краснодаре, бульвар «Бородинский» в Краснодаре.
По инициативе компании в 2018 году в Краснодаре был создан памятник Ивану Тургеневу.

## Достижения и награды
- Золотая медаль на VII Международном фестивале «Дни Архитектуры» — ЖК «Тургенев» (2019)[12] (недоступная ссылка)
- Золотой знак «Надёжный застройщик России 2020» (2020)[13][нет в источнике].
- Диплом в номинации «Семейный объект № 1» в международном конкурсе «Рекорды Рынка Недвижимости — 2021» — ЖК «Родные Просторы» (2021)[14][нет в источнике]